# اوکن ۴۶۵۶۳
سیارک ۴۶۵۶۳ (به انگلیسی: 46563 Oken، نامگذاری:1991RY3) چهل و شش هزار و پانصد و شصت و سومین سیارک کشف شده‌است که در ۱۲ سپتامبر ۱۹۹۱ کشف شد.